# Grecia (chim Toucan)
Grecia (nở khoảng tháng 3 năm 2014) là một con chim Toucan nhỏ nổi tiếng vì nó là con chim Toucan đầu tiên được ghép cho một chiếc mỏ giả bằng công nghệ in 3D.

## Biến cố
Grecia được sinh ra trong tự nhiên trong hoặc xung quanh Grecia, một bang của Costa Rica. Chim toucan đã bị đánh đập bởi trẻ con và đầu mỏ của nó bị vỡ. Các quan chức chính phủ vận chuyển chim đến trung tâm cứu hộ động vật Zoo Ave, phía tây thành phố Alajuela. Một vài công ty in ấn 3D đã tham gia nỗ lực để tạo ra một mỏ giả được gắn liền với Grecia. Con chim nhận được tên của nó từ thị trấn Grecia, nơi nó đã được chọn bởi các quan chức thành phố.